# Flushing Avenue
Pour les articles homonymes, voir Flushing (homonymie).
Flushing Avenue est une avenue de New York.

## Situation et accès
Cette voie s'étend de Nassau Street à Brooklyn jusqu'à l'ouest du Queens, où elle se termine Grand Avenue à Maspeth.
L'avenue est desservie par le bus B57. Son cœur commercial est situé dans le quartier à l'intersection avec Graham Avenue, au sud de Williamsburg. Contrairement à ce que son nom pourrait laisser penser, l'avenue ne va pas jusqu'à Flushing.

## Origine du nom
Le nom « Flushing » vient de Vlissingen, une ville néerlandaise qui était historiquement appelé « Flushing » en anglais.

## Historique
À l'époque coloniale, les marécages et les ruisseaux isolaient Flushing de la circulation venant de l'ouest. Avec peu de routes praticables, les charrettes et autres véhicules devaient d'abord passer par Jamaica avant de remonter vers le nord.
C'est ensuite devenu une route à péage, conçue comme une alternative à l'approche sud.
L'avenue a été ouverte en 1846 entre Navy Street et North Oxford Street, et a été prolongée en 1850.